# François Desportes
Alexandre-François Desportes (Champigneul-Champagne, 24 de fevereiro de 1661 - Paris, 20 de abril de 1743) foi um pintor francês especialista em retratar animais.
Desportes estudou na cidade de Paris, no estúdio do pintor Nicasius Bernaerts, pupilo de Frans Snyders. Passou um ano na Polônia, onde pintou retratos de Jan III Sobieski e da aristocracia polonesa. Seguida à morte do rei, retornou à França, seguro de se especializar na pintura de animais e flores. Foi recebido na Academia de Pintura e Escultura em 1699, após pintar o Auto-retrato em roupas de caça, obra permanente do Museu do Louvre. Alguns anos mais tarde, passou seis meses na Inglaterra, entre 1712 e 1713, onde recebeu reconhecimento e bons pagamentos por seus painéis decorativos dos reais châteaux de Versailles, Marly, Meudon e Compiègne, além da produção para Louis XV no Choisy, anos mais tarde, em 1742.
Os detalhes de suas obras sobre os animais foram usados em tapeçarias que combinavam as meiores obras dos maiores pitores da época, como a Portière de Diane, também no Louvre. Antes de falecer, aos 82 anos, deixou uma considerável quantidade de trabalho em seu estúdio, no qual treinou seu sobrinho Nicolas Desportes, que incluiu estudos de animais e plantas, bem como alguns esboços.